# Tatersal

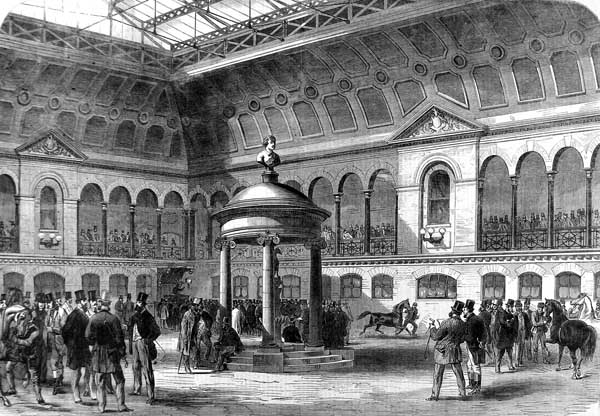
Nowy budynek przedsiębiorstwa Tattersalla na londyńskim Knightsbridge (1865)

Tatersal – dawniej zorganizowane targowisko koni w miejscu zamkniętym; także publiczna ujeżdżalnia lub szkoła jazdy konnej.
Określenie pochodzi od nazwy przedsiębiorstwa handlu końmi Tattersall’s, założonego w 1766 roku koło londyńskiego Hyde Park Corner przez Richarda Tattersalla (1724-1795), koniuszego księcia Kingston. Początkowo zajmowało się ono sprzedażą koni wyścigowych. Wnuk założyciela rozwinął je i w 1865 przeniósł na przestronniejszy teren Knightsbridge Green.
Potem nazywano tak w Europie i Ameryce każde większe targowisko końskie – zazwyczaj w stałym, wydzielonym miejscu albo w specjalnych zabudowaniach, bądź samo przedsiębiorstwo sprzedaży koni (także powozów i odpowiedniego wyposażenia). Służyły one też jako miejsca spotkań zamożnej socjety. W XVIII-wiecznej Warszawie rodzajem pierwszego tatersalu był wielki targ koński na ul. Królewskiej, udokumentowany obrazem J.P. Norblina (1791).  
W okresie późniejszym nazwę tę przeniesiono na miejscowe, dostępne dla publiczności prywatne ujeżdżalnie, często pełniące funkcję szkół jazdy konnej (hippicznych). Istniały one jeszcze w okresie międzywojennym. Nieliczne w świecie, zachowane dotychczas budynki tatersalów z reguły służą innemu przeznaczeniu. 